# SHAKE (SMAPの曲)
『SHAKE』(シェイク) は、SMAPの23枚目のシングル。1996年11月18日にビクターエンタテインメントから発売された。

## 概要
- フジテレビ系バラエティ番組『SMAP×SMAP』の番組テーマソングである。前作『青いイナズマ』に次ぐ2作目のテーマソングとなる。
- 作詞家の森浩美は本作を30分で書き上げた。
- サビ前に木村拓哉のソロパートが存在している。また『オリジナル スマイル』『KANSHAして』『夜空ノムコウ』と同様にシングルが発売されて以降すべてのコンサートでこの楽曲が披露されていた。
- 振付はサンチェが手掛けた。
- 6年連続出場となる1996年『第47回NHK紅白歌合戦』でこの曲を歌った。
- 2014年『第65回NHK紅白歌合戦』では18年ぶりに紅白で歌った。
- 1996年『FNS歌謡祭』ではこの曲でSMAP初のトップバッターを務め、翌年の『FNS歌謡祭』でも歌った。そして2012年冬『FNS歌謡祭』から2014年夏『FNS歌謡祭』まで4回連続でトップバッターを務め、その年の冬も歌い合計5回連続での曲披露となった。トップバッターは5回、登場回数は計7回とSMAPが『FNS歌謡祭』で歌った回数が一番多い。ちなみにその次が『世界に一つだけの花』と『がんばりましょう』の登場回数3回である。
- プロ野球選手（外野手）の糸井嘉男が、北海道日本ハムファイターズからオリックス・バファローズに移籍した2013年から登場曲として使用[2][3]。オリックスが本拠地の京セラドーム大阪やほっともっとフィールド神戸で開催する試合では、糸井が打席へ立つたびに、バファローズファンがサビの「二人ならヤレルヤ」の部分を替え歌で「糸井ならヤレルヤ」と合唱することが恒例になっていた。「糸井の登場曲」としての使用や、上記の替え歌を交えながらの応援は、糸井がSMAP解散の翌年（2017年）に阪神タイガースへ移籍してからも、同球団で2022年に現役生活を終えるまで続けられた。
- 高校野球での応援曲としても使用されており、主に大阪桐蔭高等学校の吹奏楽部が使用している。
- 「ジャニーズカウントダウンライブ2011-2012」では、本曲を関ジャニ∞が歌唱した。
- サビの歌詞に用いられている「チョー ベリ ベリ」は、当時流行したギャル語の「チョベリバ・チョベリグ」が由来である[4]。
- セイコーの一部の目覚まし時計の内蔵曲にも使用されている。
- ベスト・アルバム『SMAP 25 YEARS』ではファン投票で27位で選ばれた。
- SMAP解散後の2020年にソロ歌手デビューした木村が同年2月8日に行われたライブツアー「TAKUYA KIMURA Live Tour 2020 Go with the Flow」にて、『夜空ノムコウ』とともに同曲を披露した[5]。

## チャート成績
- 1996年12月2日付のオリコン週間シングルチャートで、初週30.5万枚を売り上げ、初登場1位を獲得した。
- 累計売上は87.8万枚（オリコン調べ）[6]。
- 2016年9月時点でのシングルの累計出荷枚数は105万枚で、SMAPのシングルとしては歴代4位[7]。

## 収録曲
1. SHAKE
作詞：森浩美 / 作曲：小森田実 / 編曲：CHOKKAKU
  - フジテレビ系『SMAP×SMAP』テーマソング
  - コンサートや音楽番組等にて披露される際は、ほぼ全ての公演で2番サビおよび大サビ前の木村のソロパートを木村自らがアレンジし、アドリブで歌唱していた。
  - SMAP出演 NTT東日本 CMソング
2. 黙って俺について来い
作詞：小倉めぐみ / 作曲：Jimmy Johnson / 編曲：長岡成貢 / コーラスアレンジ：松下誠
3. SHAKE（music track）
4. 黙って俺について来い（music track）

## 収録アルバム
- Wool（#1）
- Smap Vest（#1）
- SAMPLE BANG!（#1）
  - リミックス・バージョンを収録。
- SMAP 25 YEARS（#1）

## ライブ・パフォーマンス
- 『SMAP×SMAP』（1996年11月4日、関西テレビ・フジテレビ）
この回の音楽コーナー「S-Live」で披露。
テレビ初披露。
- 『ミュージックステーション』（1996年11月8日、テレビ朝日）
- 『うたばん』（1996年11月12日、TBS）
- 『'96 FNS歌謡祭 』（1996年12月10日、フジテレビ）番組トップバッターで曲披露
- 『ミュージックステーション』（1996年12月13日、テレビ朝日）
- 『さんま&SMAP!美女と野獣のクリスマススペシャル'96』（1996年12月21日、日本テレビ）
番組最後のスタジオライブのメドレーで披露。
- 『450回記念 ミュージックステーションスペシャル スーパーライブ96』（1996年12月27日、テレビ朝日）
- 『SMAP×SMAP 96年 大シェイクスペシャル!!』（1996年12月30日、関西テレビ・フジテレビ）
この回の音楽コーナー「S-Live」で披露。
- 『第47回 NHK紅白歌合戦』（1996年12月31日、NHK）
- 『'97 FNS歌謡祭』（1997年12月11日、フジテレビ）
- 『SMAP×SMAP』（2001年9月29日、関西テレビ・フジテレビ）
この回の音楽コーナー『SMA2SH』」で、松たか子とのコラボレーションで披露。
- 『SMAP×SMAP』（2002年1月14日、関西テレビ・フジテレビ）
この回のスペシャルコーナー「稲垣吾郎 復帰 SPECIAL LIVE」で披露。
- 『SMAP×SMAP』（2006年6月5日、関西テレビ・フジテレビ）
この回の音楽コーナー「S-Live」で、安室奈美恵とのコラボレーションで披露。
- 『うたばん』（2006年10月26日、TBS）
この回のスペシャルコーナー「うたばんカラオケ大会」で、番組MCの石橋貴明と飛び入りゲストの木梨憲武を含めたとんねるずとの共演で披露。
- 『SMAP×SMAP』（2009年4月14日、関西テレビ・フジテレビ）
この回の音楽コーナー「S-Live」で、宇多田ヒカルとのコラボレーションで披露。
- 『SMAP×SMAP』（2009年6月1日、関西テレビ・フジテレビ）
この回のスペシャルコーナー「草彅剛 復帰 SPECIAL LIVE」で披露。
- 『さんま&SMAP!美女と野獣のクリスマススペシャル'09』（2009年12月13日、日本テレビ）
番組最後のスタジオライブのメドレーで披露。
- 『SMAP×SMAP 史上最大4時間半生放送! 新春ドリームスペシャル』（2010年1月4日、関西テレビ・フジテレビ）
番組のグランドフィナーレで、KAT-TUNとのコラボレーションで披露。
- 『SMAP×SMAP』（2010年11月8日、関西テレビ・フジテレビ）
この回の音楽コーナー「S-Live」で、Perfumeとのコラボレーションで披露。
また、Perfumeの「チョコレイト・ディスコ」とのリミックスバージョンで披露。
- 『SMAP×SMAP クリスマスSP!!』（2011年12月19日、関西テレビ・フジテレビ）
この回の音楽コーナー「S-Live」で、AKB48とのコラボレーションで披露。
- 『2012 FNS歌謡祭』（2012年12月5日、フジテレビ）
番組のトップバッターで披露。
一部の出演アーティストとのコラボレーションで披露。
- 『さんま&SMAP!美女と野獣のクリスマススペシャル'12』（2012年12月23日、日本テレビ）
番組最後のスタジオライブのメドレーで披露。
- 『火曜曲! 聖なる夜・ぶっ通し生4時間Xmasライヴ』（2012年12月25日、TBS）
この回のスペシャルコーナー「ジャニーズ・スペシャルメドレー」で、Kis-My-Ft2とのコラボレーションで披露。
- 『2013 FNSうたの夏まつり』（2013年7月31日、フジテレビ）
番組のトップバッターで披露。
一部の出演アーティストとのコラボレーションで披露。
- 『SMAP×SMAP』（2013年9月9日、フジテレビ）
この回のスペシャルコーナー「前代未聞生放送ライブ! シングル50曲40分間ノンストップスペシャル」で披露。
- 『2013 FNS歌謡祭』（2013年12月4日、フジテレビ）
番組のトップバッターで披露。
一部の出演アーティストとのコラボレーションで披露。
- 『武器はテレビ。 SMAP×FNS 27時間テレビ』（2014年7月26日・7月27日、フジテレビ）
この回のスペシャルコーナー「怒涛の超豪華27曲45分3秒! SMAPノンストップLIVE!!! SUPER MEMORIAL ADRENALIN PARTY」で披露。
- 『2014 FNSうたの夏まつり』（2014年8月13日、フジテレビ）
番組のトップバッターで披露。
一部の出演アーティストとのコラボレーションで披露。
- 『2014 FNS歌謡祭』（2014年12月3日、フジテレビ）
この回のスペシャルコーナー「ジャニーズ 夢のスーパーヒットメドレー」で披露。
- 『第65回 NHK紅白歌合戦』（2014年12月31日、NHK）
- 『音楽の日2015』（2015年6月27日、TBS）
- 『NHKのど自慢』（2015年8月30日、NHK）
- 『ミュージックステーション スーパーライブ2015』（2015年12月25日、テレビ朝日）

他多数
ライブやテレビ番組の生放送では、木村拓哉がソロパートの歌詞を変えて、替え歌をすることが多い。
その時々に因んだメッセージを乗せている。